# Философия раннего христианства
Приступая к изложению общих принципов вероучений раннего христианства, необходимо указать, что уже изначально христианство не было абсолютно монолитным, в нём наблюдались различные трактовки и течения. Отголоски некоторых дискуссий среди христиан можно заметить уже в апостольских посланиях.

## С православной точки зрения
Говоря об «истории догмата» или «истории вероучения», Православная церковь верует, что Христом и Его апостолами преподано всё, что нужно знать человеку для благоугождения Богу и спасения души, и что полное, правильное понимание преподанного всегда было обеспечено для церкви руководительством Св. Духа и всегда существовало. А так как правильное понимание может быть только  одно, то и православная вера не сокращалась, не расширялась и не менялась в своём содержании, поскольку последнее носит догматически обязательный для верующего характер; церковь в разные времена своего исторического существования, устами различных пастырей, учителей и соборов лишь различными словами или терминами формулировала свои догматы. Эти различные формулировки обусловливались необходимостью оградить вероучение от возникавших по временам неправильных толкований или пониманий его отдельными лицами, так назыв. еретиками; по содержанию же все они тождественны.
Таким образом, если о том или другом пункте вероучения церковь известной эпохи не высказывается вовсе, то не потому, чтобы она этого пункта вовсе не знала и не исповедовала, а потому, что говорить о нём, за отсутствием недоумений и разногласий, было незачем. Если тот или иной мыслитель излагает известный пункт догматического учения (то есть учения, данного в Откровении как необходимое для спасения души) не в тех словах, какие признаются церковью за образцовую формулу догмата, то мы должны или интерпретировать его формулу согласно с церковной, или признать данного писателя еретиком, хотя бы общеобязательной церковной формулы в его времена вовсе не существовало. В основе такого общего воззрения с философско-психологической стороны лежит убеждение, что понятие и слово не одно и то же. Понятие «единосущие», напр., могло существовать раньше, чем изобретено было слово «единосущный»; могло быть время, когда с этим же самым словом соединяли другой смысл, чем какой потом за ним закрепила церковь; но это не мешало церкви исповедовать во все времена то учение, которое потом она условилась выражать словом «единосущный».
С богословской стороны это воззрение покоится
- на мысли, что Дух Святый во все времена действовал в церкви, и
- на том, что правильная вера необходима для душевного спасения;

Следовательно, думать, что тот или иной догмат до такого-то собора по содержанию не существовал или понимался церковью иначе, чем определено на соборе, значит думать, что Дух Святый попускал христиан до неведения или заблуждения, при котором невозможно самое спасение.
Исторически церковь оправдывает свой взгляд, указывая:
- на то, что древняя церковь не признавала за собою сил и права развивать догматы по существу и
- всегда считала себя в праве анафематствовать еретиков минувших времён, даже если при жизни их почему-либо не судили и не осудили;
- на то, что далеко не все догматы вообще подверглись общеобязательной формулировке вселенского собора, что, однако, не мешало и не мешает им существовать (число таинств определено на Востоке и на Западе в XII веке одинаково и независимо).

В зависимости от такого взгляда, консервативное православное богословие вовсе не говорит об «истории догмата» как такового, а лишь об «историческом изложении догматов» или об "истории догматической формулы ". Далее, православная церковь принимает, помимо вечной и всегда себе равной догматики, ещё обширную область богословского мнения по всем вопросам теоретического X., на которые Откровение и предание ясных ответов не дают. Тут возможно и вполне законно действительное разногласие, но зато и окончательного общеобязательного решения здесь не может быть, и для душевного спасения его не нужно.
Западноевропейская наука и с нею некоторые православные писатели (напр. покойный Вл. С. Соловьёв) смотрят на дело иначе, допуская в церкви догматическое развитие в строгом смысле этого слова. Теория этого развития принимается одинаково и католичеством, и протестантством, но излагается этими лагерями не одинаково. Исповедующие её православные писатели примыкают к католической её формулировке, писатели неверующие — к протестантской. Как богословская теория, она впервые (1849 г.) была формулирована перешедшим в католичество протестантом Ньюманом с целью оправдать все те пункты католического учения, которые ставились ему на счёт протестантами, как новые. Ортодоксальные протестанты объясняют при её помощи именно эти новые или кажущиеся им новыми в католичестве учения; крайние заставляют при её помощи создаваться почти из ничего всю христианскую догматику путём мифологизации (Штраус) или филиации идей (Баур).
Католики начали со слабо опасливого отношения к этой теории, но скоро перешли к восторженному, так как она давала возможность оправдать несомненно новые даже для католичества учения, напр. о непорочном зачатии (отвергаемом величайшими католическими авторитетами — Фомой Аквинатом и Бонавентурой). Ультрамонтане излагают эту теорию так: вся сумма догматов вверена была целиком церкви, но не сразу, не всеми и не всегда сознавалась. Отдельные догматы проявлялись сначала в виде мнений, постепенно развивались в адекватную своему содержанию формулу путём строгого умозрения учителей церкви, авторизовались апостольским престолом и таким образом становились из божественных — церковными, из материальных (догмат in potentia) формальными (догмат in re). Католики-либералы учат, что руководимая Духом Святым церковная мысль не только выясняла постепенно догматы, данные вначале, но и открывала новые и даже противные старым догматические положения, авторизуемые затем апостольским престолом; такова, по их мнению, естественная судьба всякого догмата, и такое развитие они даже считают признаком живой церкви (к этой последней формулировке примыкает Вл. Соловьёв).
Так как древняя церковь отвергала догматическое развитие, то, очевидно, эта теория в числе других католических нововведений и противных древности учений должна оправдывать сама себя, то есть сама она должна себя признавать за догмат, не сознававшийся и даже отвергавшийся церковью до половины XIX в. Еретиком, с точки зрения этой теории, может считаться лишь лицо, отступившее от сознанного уже в церкви, то есть формулированного и надлежаще авторизованного догмата; неведение или погрешность в догматах до того, как они станут «церковными», душепагубными не признаётся. По существу, и православное, и неправославное воззрение допускают вполне объективное изложение фактической стороны дела, так как в конце концов освещение этих фактов сводится к вопросу: возможно ли тождество понятий при разности слов? — вопросу, который должен быть решаем уже не исторической наукой.
Христианское учение вышло из берегов одной вековой религиозной стихии, чтобы перелиться в другую; первую, иудейство, оно признало своей колыбелью — вторую, язычество, оно стремилось подчинить себе, вытеснить, заменить собою. Понятно, что при таком положении дела внешнее самоопределение X. должно было предшествовать внутреннему: X. прежде всего должно было точно отличить себя от всего, что не оно, чтобы предотвратить обратное впадение в иудейство или заглушение ростков евангельского семени примятой, но не истреблённой языческой сорной травой. Формальное решение давалось без труда: X. сознавало себя откровенной религией Бога-Творца и Спасителя; итак, всё, что не входит в это (писаное и неписаное) откровение, для X. (как для религии) не нужно; всё, что ему противоречит, ему враждебно.
Следовательно, практически задача сводилась к определению объёма признаваемого X. Божественного Откровения, а в частности выступали вопросы:
- об относительном весе иудейского и специфически-христианского Откровения и об отношении Откровения
- к естественным религиям,
- к личному религиозному творчеству и
- к разуму и его высшему проявлению — науке.

## Отношение Церкви к иудейству и Ветхому Завету
Отношение Церкви к иудейству и Ветхому Завету приблизительно к 140 году определилось следующим образом: догматическое значение получило Послание к Евреям, где проводится взгляд, что Ветхий Завет и как Писание, и как факт есть откровение истинного Бога, но что в нём же самим Богом сделаны ясные указания, что значение его — временное; ныне, с пришествием Сына, Ветхий Завет как закон и как обряд отменён, объявлен «изветшавшим», отслужившим своё назначение. Взгляд, тождественный с сейчас изложенным, находим у св. Юстина мученика в диалоге с Трифоном Иудеем (записан ок. 150 года). Вечный, непреходящий смысл Ветхого Завета Церковь находит в его пророчествах и прообразах; поэтому она выдвигает в нём на первый план книги пророков и исторические отделы в противоположность евреям, для которых главное — Моисеевы законы. Это православный центр.
Православная правая сторона представлена «назареями»; они не считают закон и обрезание обязательными для спасения, по крайней мере для христиан из язычников; исповедуют бессеменное зачатие Христово; апостола Павла признают за истинного, равноправного двенадцати, апостола; но, будучи по рождению иудеями, они продолжают исполнять закон Моисеев, насколько это возможно, из почтения к преданию отцов и косо смотрят на христиан-иудеев, отстающих от «законной праведности» и не обрезывающих своих детей. Ещё далее вправо стоят эбиониты (обличаемые, между прочим, в посланиях св. Игнатия Богоносца), они считают обрезание необходимым для спасения всем и каждому, Христа считают хотя Мессией, но простым человеком и сыном Иосифа, в апостоле Павле видят вредного лжеапостола.
На православной левой стороне видим авторов послания Варнавы и послания к Диогнету. Тут признаётся, что Ветхий Завет дан Богом истинным, но всё его еврейское понимание и исполнение есть заблуждение. Бог не только теперь не хочет, а никогда не хотел обрезания по плоти, жертв животными и плодами земными. Под запрещёнными для употребления в пищу животными Бог разумел различные грехи, под жертвами — дух сокрушён. Жертвы еврейские, как и языческие, показывают грубость понятия о божестве, будто бы нуждающемся в человеческих приношениях. Ещё далее влево встречаем маркионитов, они учат, что не только иудейское понимание Ветхого Завета неугодно Богу истинному, но и самый Бог, давший этот завет — иной, низший бог, не тот, что открылся в Завете Новом. Из канона для маркионита отпадает не только Ветхий Завет, но и большая часть Нового, кодексом истинного Откровения признаётся только искажённое евангелие Павлова ученика, Луки, и 10 посланий апостола Павла (исключены послания к Тимофею, Титу и Евреям).
Относительно истории этих партий и выработки этих взглядов заметим только, что построения на этот счёт тюбингенской школы должны быть по меньшей мере сильно ограничены. Если к началу II века существовали все 4 евангелия, если большая часть литературы, которую Баур считал примирительной и псевдонимной, оказывается подлинной, то, очевидно, контрасты между Павлом и Петром или Иаковом никогда не были резки; «примирительных» взглядов, оказывается, держались они сами. А это заставляет, в свою очередь, признать, что данные Павлова универсализма лежали в проповеди самого Христа; ибо иначе едва ли 12 апостолов с лёгким сердцем бросили бы учение Учителя, чтобы идти за вчерашним фарисеем и гонителем христиан. Универсалистические изречения евангелий Луки и Иоанна (впрочем, подобные им есть и у Матфея, и у Марка) не «приписаны» Христу, а действительно принадлежат Ему.

## Отношение христианства к языческим, естественным религиям
По отношению к языческим, естественным религиям X. унаследовало иудейский взгляд: Бог истинный есть лишь Один, Творец мира; итак, всякая религия, исповедующая бога-нетворца, есть религия ложная и дело демонов — или в том смысле, что демоны сами, являясь людям и вселяясь в идолов, обманом довели людей до служения себе как богам; или в том смысле, что они внушили падшему человечеству ложное представление о божестве и довели его до почитания вместо Творца тварей или даже созданий демонами направляемого воображения (первое представление преобладает, но за второе, как кажется, стоит ап. Павел — Римл. 1, 18 след., 1 Коринф. 8, 4 и 10, 19 след.). Но, объявляя все религии, кроме ветхозаветной, завоеваниями демонов в падшем человечестве, церковь столкнулась с вопросом: откуда же взялись в этих религиях представления и учения, сходные с богооткровенными (потоп Девкалиона, понятие о Едином Высшем Демиурге, о явлении богов на земле в виде людей, о конце мира через всемирный пожар)? Ответ её был: эти учения у греков суть или заимствования от евреев, или глухая память о первоначальном откровении, общем всему человечеству. Итак, частицы истины есть в языческих религиях, но лишь постольку, поскольку эти религии соприкасаются с христианским откровением (в этом отношении полной противоположностью X. явился языческий неоплатонизм, признавший откровение источником истинной философии, но исключавший из области его как раз откровение христианское: Порфирий видел откровение божества вместо христианского Писания в оракулах; Ямвлих и Юлиан Отступник искали тайного самооткровения Божества в мифах всевозможных религий, кроме X.). Отсюда ясно, что в них нечего искать каких-либо откровений в дополнение к Библии и Евангелию; важно для христианина не столько содержание этих истинных положений в язычестве, сколько самый факт их существования, дающий некоторый ответ на недоумение: неужели милосердный Бог оставил всё дохристианское человечество в беспросветном мраке?

## Идеи раннего христианства

### Отношение к личному религиозному творчеству
По отношению к личному религиозному творчеству вопрос ставился для церкви так: возможны ли в послеапостольское время пророки, приносящие новые откровения, и если возможны, то как их отличить от лжепророков? Церковь отвечала: апостольский век был исключительным веком откровения, в который сообщено было всё, что нужно знать для спасения. Всё писанное после них неизмеримо ниже; пророки-догматисты в будущем невозможны. Словом, в разделке с языческими религиями церковь ограничила Ветхим и Новым Заветами область писанного откровения для прошлого; в разделке с личным религиозным творчеством, стоявшим перед нею главнейше в виде гностицизма (см.), она ограничила теми же двумя Заветами область писанного откровения и для будущего. Но гностицизм редко выступал открыто; черпая элементы для своих построений из всевозможных философий и мифологий (помимо собственной фантазии), он стремился выдать их в свет под флагом тайного апостольского предания. Итак, церковь должна была отделить подлинное апостольское предание от подложного; отсюда понятно, как важно было для неё установить новозаветный канон (ветхозаветный взят был от иудейства). Подлинность апостольских писаний удостоверялась для церкви иерархическим преданием, восходящим непрерывной цепью к самим апостолам; таким образом, догматический вопрос о достоинстве тех или других литературных памятников, как сокровищниц новозаветного откровения, совпадал с историко-литературным — о подлинности их апостольского происхождения. Поэтому и полемика с гностицизмом сводилась к указанию на то, что апостольское происхождение гностических учений не доказано и недоказуемо, а противоречие или новаторство их по отношению к подлинно апостольским памятникам очевидно; в этом их лучший суд, избавляющий церковь от необходимости пускаться в их философский анализ и критику (Ириней). Отвергнув апостольское происхождение гностических учений, церковь указывала, далее, их истинные источники в несогласных с откровением мифах и философии и тем довершала свою критику (Ипполит). Иной вид религиозного творчества представляют собою пророки как вдохновенные вестники гнева или милости Божией, прорицатели, обличители; такие будут возможны всегда. Но по отношению к ним надо помнить текст 1 послания Иоанна: «не всякому духу веруйте, но искушайте духи, аще от Бога суть». Если пророк говорит в исступлении, обнаруживает неевангельские нравственные понятия (немилосердие к падшим, преувеличенный аскетический дух, дикую жажду мученичества), или говорит не от имени Бога-Творца и Иисуса Христа во плоти пришедшего, или если в его вещаниях сквозит своекорыстие, или если дела его расходятся со словами — это лжепророк («Учение 12 апостолов», гл. XI). На таком базисе церковь отразила возникшее во втором веке монтанистское движение, пытавшееся удержать в церковной жизни во что бы то ни стало харизматические должности апостольского века, бессознательно заменяя истинное пророческое вдохновение — наитие Духа Святого — болезненным или искусственным экстазом, заимствованным у фригийских жрецов-энтузиастов (см. Монтанизм).

### Отношения откровения к разуму и науке человеческой
Едва ли не самым важным по своим последствиям актом церковной мысли II—III вв. была установка отношений откровения к разуму и науке человеческой. Главное назначение человека на земле — спасти свою душу; для спасения души надо веровать, и истинно веровать; апостолы и христиане первых поколений были большей частью люди неучёные, между тем они были образец истинной веры и несомненные святые (то есть спасённые). Напротив, учёный и интеллигентный круг в большинстве своих представителей смотрел на евангелие свысока, как на «безумие» (1 Коринф. 1, 18 след.) и суеверие. Отсюда в церкви должно было явиться мнение, что для спасения души развитой разум и наука не только не нужны (ибо вера возможна и без них), а даже вредны, так как внушают умственную гордость и затрудняют смиренное принятие откровенной, превышающей разум «Божией премудрости» (1 Коринф. 1, 24).
Сам апостол Павел не ответствен за этот взгляд: по его мнению, не «мудрость земная» сама по себе отвращает от евангелия, а нравственная глухота, обращающая лишь на службу себе земную мудрость ("слово крестное юродство погибающим ", которые «мнящеся быти мудрыми, обезумели» [Римл. 1, 22], а «призванным, эллинам и иудеям, Христос — Божия Сила и Божия премудрость»; см. всю 1 главу первого послания к Коринф.); но взгляд этот несомненно был; он засвидетельствован и язычниками (Цельз говорит: «христиане твердят всем и каждому: не исследуй, а веруй; мудрость мира есть зло, а хороша глупость» и т. п.), и христианами (Климент Александрийский говорит: «многие шарахаются прочь от эллинской философии, точно дети от буки, боясь, что она совратит их с истинного пути»).
Когда эти строки писались и даже ранее, правота взгляда апостола языков была доказана тем, что в церковь вступил ряд лиц развитых, образованных и талантливых не менее язычника Цельза или гностика Валентина и доказавших своими писаниями, что образование само по себе не приводит ни к неверию, ни к ереси.
Эти люди были философы-апологеты:
- Аристид,
- Юстин,
- Афиногор,
- Аполлоний и другие.

Они заметили, что хотя христианская проповедь имеет вовсе не философскую форму, но ставит и решает те же самые вопросы:
- где причина и цель мира?
- откуда зло?
- к чему назначен человек и что он должен делать?
- что ждёт нас за гробом?

— которыми искони задавалась философия.
Но философия была уделом избранных и крайне редко давала своим адептам нравственную крепость, спокойное убеждение, что я знаю, что я и что я должен делать. А евангелие было всем доступно, и его принятие действительно вело к нравственному перерождению. Отсюда апологеты выводят, что Христианство есть истинная, Богом открытая философия, открытая потому, что разум человеческий оказался не качественно непригоден, а количественно слаб для решения своих высших запросов; содержание откровения, таким образом, по существу рационально.
Если люди не могли найти сами это содержание, то главным образом потому, что человеческий разум был повреждён грехом; что это так, ясно из того, что ближе всего подходили к истине философы, меньше всех грешившие (Сократ). Как в языческих религиях, так и в учениях философов есть крупицы истины, и не только вследствие заимствований у Моисея, но и в силу однородности разума человеческого разуму божественному: всем людям внедрено «семя Слова» божественного (sperma logou emphyton; ср. учение о создании человека по образу Божию).
Всё предлагаемое в христианстве согласно с разумом, и наоборот, всё истинно разумное в язычестве согласно с христианством; Сократ и Гераклит были христианами до Христа, Платон был аттический Моисей. Если не всё кажется разумным в христианстве, то это обман демонов: в высшем смысле разумно всё, и задача богословской науки — вскрыть эту высшую разумность на пространстве всего откровения.
Что это так, доказывается пророчествами о чудесных, то есть будто бы неразумных событиях. Неразумное не может быть реальным: если эти пророчества сбывались (Христос воистину родился от Девы), то это знак, что они были разумны в высшем смысле слова. Кажущаяся неразумность тут даже неизбежна, ибо предсказание чудесного события есть чудо само по себе: ход вещей, разумный в низшем смысле слова, может предузнать и обыкновенный человек.
Этими мыслями апологеты создавали церковный гнозис, или методику православного богословия, так как ими устанавливался принцип, что философия вообще приложима к религии, а совершённая философия тождественна с нею; создать такую философию есть высшая задача для христианского мыслителя.
Откровение может и должно быть формулировано при помощи категорий разума, философскими терминами (принять это положение было тем легче, что уже апостол Иоанн Богослов счёл возможным для изложения учения о Сыне Божием взять платоновско-филоновский термин — Логос).
Однако, приступая к такой работе, богослов (это слово создано апологетами) должен постоянно контролировать себя откровением; если ему не удастся найти формулу, сохраняющую за философскими терминами их всегдашний научный смысл и вместе с тем точно отвечающую содержанию веры, то он должен признать свою частную неудачу, свою слабость, неумелость, и только если выяснится, что наши философские понятия неприложимы к содержанию веры без искажения его, то, значит, надо реформировать самую философию. Кто поступит обратно и станет ломать самое откровение, чтобы подогнать его под мерку того, что ему представляется или в философии считается неизменным и неизбежным для разума понятием, — тот еретик и должен выйти из церкви, так как он поставил свой ум выше откровения и выше вероучения церкви.
Таким образом церковь ещё на заре своего существования приняла все меры к охранению вверенного ей сокровища веры от всевозможных искажений и вредных воздействий со стороны окружающих духовных стихий: не отвергая огулом ни одной из них, она поставила своё откровение как мерку их истины и лжи, их угодности или неугодности Богу. Вопрос о том, выдержала ли церковь на деле свою точку зрения или же чуждые элементы мало-помалу просочились в неё, модифицировали, даже вытеснили первоначальное содержание веры и, став на его место, aut bona, aut mala fide стали провозглашаться самой церковью как её откровение, — есть интереснейший и важнейший вопрос истории христианского вероучения; отвечать на него с достаточной доказательностью может только соответственная наука в полном её составе.
В протестантской, мало верующей и неверующей науке распространён взгляд, что церковь своего принципа не выдержала, что её вероучение, организация, её догматы, таинства, обряды представляют собой  затяжную форму эллинизации христианства, как гностицизм представлял молниеносную её форму. Знакомясь с аргументацией этого взгляда, необходимо помнить, что для её убедительности важно не количество внешних черт и слов, перенесённых из языческих культов в христианский: нужно доказать, что эти черты перенесены с сохранением их языческого смысла, чуждого первоначальному христианскому вероучению. Несомненно, что X., будучи внутренним перерождением мира, менее всего было и хотело быть его реформой в буквальном смысле слова, то есть изменением во что бы то ни стало его внешних форм.
Напротив, церковь стремилась по возможности меньше ломать снаружи, но по возможности всё наполнять своим, новым, внутренним содержанием. Как X. не боялось обращать вчерашние языческие храмы в свои церкви, так оно не боялось и других внешних заимствований. Но если мы приглядимся к бесчисленным пунктам сходства, то увидим, что или сходство чисто внешнее, или данное воззрение или учреждение обще язычеству не только с позднейшей, а и с древнейшей церковью и, следовательно, с точки зрения верующего, относится к тому «рассеянному слову истины», которое уже апологеты находили в языческом мире.
Для протестантской гиперкритики, строящей себе своего Христа и своё первоначальное X., совершенно убедительно указание, например, на то, что воззрение на евхаристию как на духовную пищу, дающую вкушающему бессмертие, мы не находим «раньше, чем в четвёртом евангелии». Для православного же, для которого «подлинное» X. тождественно с новозаветным, это доказывает, что «воззрение» это проповедано самим Спасителем; если нечто сходное есть в язычестве (надписи на пеленах мумий «он ест Бога», отождествление Диониса с жертвенным животным, которое участники оргий разрывали и съедали, чтобы слиться с существом бога, и т. п.), то, значит, тут было в язычестве как бы предчувствие истины. Если целитель Асклепий и некоторые другие боги звались в язычестве «спасителями» и «человеколюбцами», если эллинский культ душ представляет множество черт, тождественных с православными обрядами погребения и поминовения усопших, если православное «богоявление» зовётся точь-в-точь как один из праздников Диониса (Epiphania), если самый термин «таинство» взят без перемены с языческих «мистерий» (mysterion, teletai) — то тут заимствование идёт не дальше слов и форм, не дальше, чем в заимствовании языческого здания под христианскую церковь.
И Христос есть «Спаситель», но Он спасает не от того, от чего спасал Асклепий, и иным путём. Эллины чтили и поминали умерших, чтобы они не напоминали о себе живым, не пугали и не вредили (по кр. мере первоначально), а христиане — чтобы поддерживать общение любви между живыми и умершими, как между церковью земной и небесной и т. д.
В иных случаях недостаточное знакомство или, лучше сказать, слабость чутья инославных учёных к смыслу особенно восточного веровоззрения доводит их здесь до грубых ошибок, тем более, что постоянно надо различать церковное от вульгарно-христианского понимания дела; последнее нередко впадало в действительное язычество и магизм и сама церковь объявляла его тогда двоеверием и суеверием. Но только глубокая неспособность вжиться в восточное воззрение могла навести, например, Штрауса на мысль, что зачатие Спасителя от Духа Святого однородно с языческими мифами о любовных похождениях богов. Что касается эллинизации христианства в смысле  подчинения его греческой философии, то тут довольно заметить одно: последствием такого подчинения должна бы была явиться рационализация насквозь всей догматики (ибо античная философия вообще и воспринятая церковью в частности была, как мы видели, в основе рационалистична); между тем, те же протестанты и неверующие находят, что догматика вселенских соборов насквозь «иррациональна» (православный скажет, что она превосходит разум, сверхрациональна).
Апологеты узаконили философскую, а с ней и вообще научную работу в церкви: Климент Александрийский дал этюды по православному богословию, Ориген дал первую цельную систему. Одновременно началась разработка двух основных догматов теоретического богословия:
- о Троице и
- о Богочеловеке,

составлявшая главный труд церковной мысли в эпоху семи вселенских соборов. Первый был формулирован окончательно на Втором Вселенском соборе (см. Троица, Монархиане, Арианство, Единосущие); над вторым догматом работали соборы с третьего по шестой (см. Несторианство, Монофизитство, Монофелитство и Христос).